# 艾德瓦爾多·麥·安泰爾

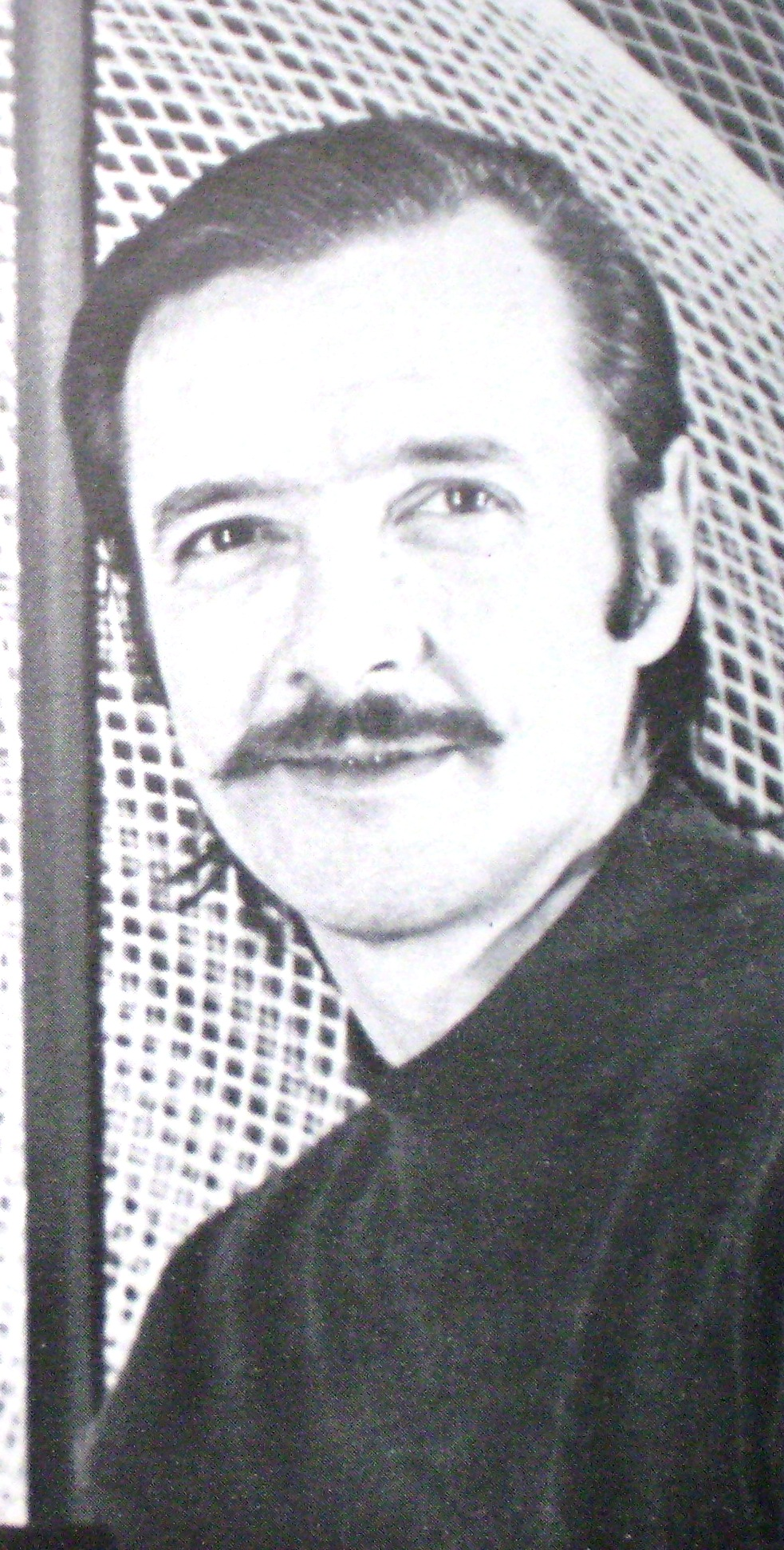
1980年艾德瓦爾多·麥·安泰爾

艾德瓦爾多·麥·安泰爾（西班牙語：Eduardo Mac Entyre，1929年2月20日—2014年5月5日）是一名阿根廷的艺术家。他擅长几何绘画。他创建了大量抽象艺术作品，并在阿根廷享誉盛名。
2014年5月5日，他因病去世，享年85岁。